# Marianne Mithun
Marianne Mithun (nascuda el 1946) (mɪˈθuːn) és una destacada estudiosa de llengües ameríndies i tipologia lingüística. És professora de lingüística a la Universitat de Califòrnia de Santa Barbara.
Mithun ha treballat en una àmplia varietat d'idiomes a partir d'una extensa varietat de famílies lingüístiques, però s'especialitzà en llengües ameríndies. Va començar la seva carrera amb un extens treball de camp de les llengües iroqueses, especialment mohawk, cayuga i tuscarora. També ha treballat a Califòrnia en el pomo central i llengües chumash, en yupik d'Alaska central i la llengua austronèsia kapampangan.
Mithun va compilar una visió global de les llengües indígenes en The Languages of Native North America. Una revista de la Linguist List descriu l'obra com "un llibre excel·lent per a tenir com a referència" i que conté "una increïble quantitat d'informació i dades il·lustratives". L'obra és una referència bipartita organitzada en primer lloc per categories gramaticals (incloses les categories que són particularment esteses a Amèrica del Nord, com a polisíntesi), i en segon lloc per llengües. El 2002, l'obra va guanyar el Leonard Bloomfield Book Award, que s'atorga anualment al millor llibre en lingüística.
Ha ensenyat en moltes institucions d'arreu del món, incloent Georgetown, La Trobe, Rice, Stanford, SUNY Albany, Amsterdam, Càller, Berkeley, Hamburg, UIUC, UNM, Wake Forest i Yale.
Va ser la presidenta fundadora de la Society for Linguistic Anthropology el 1983. Des de 1999 fins a 2003, fou presidenta de l'Association for Linguistic Typology. És membre de l'Acadèmia Noruega de Ciències i Lletres.

## Obres seleccionades
- 1999 The languages of native North America[1]